# Takeda Ayasaburō
Takeda Ayasaburō est un nom japonais traditionnel ; le nom de famille (ou le nom d'école), Takeda, précède donc le prénom (ou le nom d'artiste).
Takeda Ayasaburō (武田 斐三郎, 1827-1880) est un érudit japonais du rangaku, et l'architecte de la forteresse de Goryōkaku à Hokkaidō.

## Biographie
Takeda Ayasaburō naît dans le domaine d'Ōzu (aujourd'hui préfecture d'Ehime) en 1827. Il étudie la médecine, les sciences occidentales (rangaku), la navigation et l'architecture militaire auprès de Kōan Ogata et Shōzan Sakuma.
En 1854, il est envoyé à Hokkaidō afin de renforcer l'infrastructure militaire. Il construit les forteresses de Goryōkaku et de Benten Daiba entre 1854 et 1866 en s'appuyant sur des ouvrages néerlandais d'architecture militaire française (places fortes à la Vauban) et avec l'aide des ingénieurs militaires français envoyés par Napoléon III. Il fonde également une école.
Il pratique la navigation avec le Hakodate maru, un des premiers navires japonais dans le style occidental, qu'il conçoit avec l'aide de ses étudiants. Il se rend en Russie avec le navire, où il réalise des échanges.